# Dare Iz a Darkside
Dare Iz a Darkside è il secondo album discografico in studio del rapper statunitense Redman, pubblicato nel 1994 dalla Def Jam Recordings.

## Tracce
1. Dr. Trevis – 1:37
2. Bobyahed2dis – 3:24
3. Journey Throo da Darkside – 2:26
4. Da Journee – 2:12
5. A Million and 1 Buddah Spots – 3:23
6. Noorotic – 3:32
7. Boodah Session – 3:50
8. Cosmic Slop (featuring Erick Sermon & Keith Murray) – 2:56
9. Rockafella (R.I.P.) – 0:25
10. Rockafella – 4:44
11. Green Island – 5:42
12. Basically – 2:03
13. Can't Wait – 4:13
14. Winicumuhround – 4:28
15. Wuditlooklike – 4:09
16. Slide and Rock On – 3:54
17. Sooperman Luva II – 4:50
18. We Run N.Y. (featuring Hurricane G) – 4:13
19. Dr. Trevis (Signs Off) – 1:39
20. Tonight's da Night (Remix) – 3:50